# ويلي كونينغهام
ويلي كونينغهام (بالإنجليزية: Willie Cunningham)‏ (22 فبراير 1925 في المملكة المتحدة - 27 نوفمبر 2000 ببرستون في المملكة المتحدة) هو مدرب كرة قدم ولاعب كرة قدم بريطاني في مركز الدفاع، شارك في كأس العالم 1954. وشارك مع منتخب اسكتلندا لكرة القدم. أما مع النوادي، فقد لعب مع بريستون نورث إيند ودونفرملين أثلتيك ونادي ساوثبورت ونادي أردريونيانز وأردريونيانز.

## وصلات خارجية
- ويلي كونينغهام على موقع قاعدة بيانات كرة القدم.إي يو (الإنجليزية)
- ويلي كونينغهام على موقع بيانات كرة القدم. دي إي (الألمانية)
- ويلي كونينغهام على موقع ناشيونال فوتبول تيمز (الإنجليزية)